# シャルロッテ・ツー・シャウムブルク＝リッペ

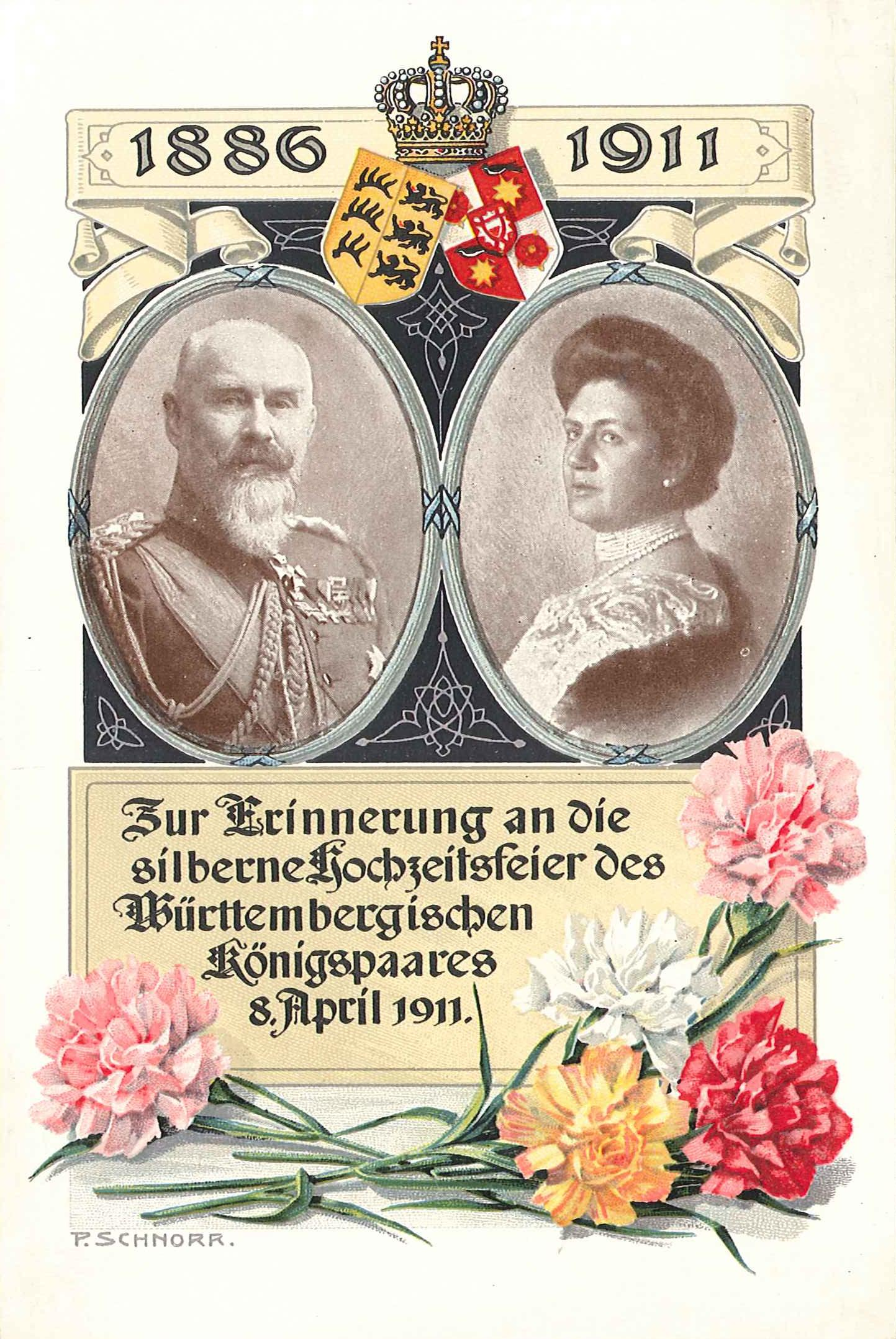
国王夫妻の銀婚式を記念した絵葉書、1911年

シャルロッテ・ツー・シャウムブルク＝リッペ（Charlotte Prinzessin zu Schaumburg-Lippe, 1864年10月10日 - 1946年7月16日）は、ドイツの諸侯家門シャウムブルク＝リッペ家の侯女で、最後のヴュルテンベルク王ヴィルヘルム2世の王妃。全名はシャルロッテ・マリー・イーダ・ルイーゼ・ヘルミーネ・マティルデ（Charlotte Marie Ida Luise Hermine Mathilde）。

## 生涯
シャウムブルク＝リッペ侯ゲオルク・ヴィルヘルムの次男ヴィルヘルムと、その妻でアンハルト＝デッサウ公子フリードリヒ・アウグストの娘であるバティルディスの間の第1子、長女として、ボヘミアのラティボジツェ城（現在のチェコ領フラデツ・クラーロヴェー州チェスカー・スカリツェ郊外）で生まれ、父の所領ナーホトで育った。シャルロッテは美術や音楽などの多方面に関心を持ち、特に水泳、テニス、サイクリング、狩猟といったスポーツに情熱を傾けた。また当時の女性としてはきわめて珍しいことだが、スキーをも愛好していた。
1886年4月8日、シャルロッテはビュッケブルクでヴュルテンベルク王子ヴィルヘルムと結婚した。夫は最初の妻だったヴァルデック＝ピルモント侯女マリーと死別しており、この結婚は再婚であった。シャルロッテとの結婚は、王位継承者として男子の世嗣ぎをもうける必要に迫られてのことだったが、その目論見は失敗に終わった。シャルロッテには子供が出来なかったのである。1891年に夫が王位に就くと、シャルロッテも王妃となった。
夫ヴィルヘルム2世がヴュルテンベルク王国の国民から愛され、熱狂的に支持されていたのに対して、シャルロッテ王妃は国民の間で非常に不人気だった。これには複数の理由がある。まず、彼女が石女で王家に世継ぎをもたらさなかったことである。結果として、カトリック信徒の分家筋が王位を継ぐことになり、王国の政治・宗教体制に混乱を招くことになった。
また、シャルロッテは王妃としての公務や儀式ばった責務を嫌い、ドイツ皇帝ヴィルヘルム2世の誕生日祝賀会や王国外で行われる軍事パレードに出席する夫君に随行したのは、王妃になってから数年の間だけだった。さらに、洗練された立ち居振る舞いが身についておらず、王妃としての威厳に欠けると陰口を叩かれていた。
しかしシャルロッテは王妃として国内の社会福祉事業には積極的に関わり、特に女性の地位向上に結び付く事業を推進した。王妃は教育や職業訓練を通じて少女たちの社会的自立を支援するための制度の確立を支援し、シュトゥットガルトにヴュルテンベルク最初の少女のために開かれた人文主義カリキュラムの中等教育学校（ギムナジウム）である、シャルロッテ女子中等教育学校（現在はヘルダーリン中等教育学校と改称）を創設した。王妃は他にもヴュルテンベルク女性画家連盟（Württembergische Malerinnenverein）を支援したが、これは自身の芸術趣味のためだった。
ドイツ革命の最中の1918年11月30日、夫君ヴィルヘルム2世はドイツ帝国の諸君主の中では最も遅い時期に退位した。国王夫妻はヴュルテンベルク州政府から年金を受け、もと修道院だったベーベンハウゼン城（現在のバーデン＝ヴュルテンベルク州テュービンゲン郊外）に隠棲することになった。夫は1921年に亡くなり、シャルロッテは25年の寡婦生活を送った。1944年以後は卒中の発作の後遺症のため、車椅子での生活を余儀なくされた。
1946年に82歳で死去した。彼女は1918年に王妃（Königin）の称号を失ったドイツ人女性の中では、最も長く存命していた。不人気だった元王妃の死は誰にも注目されることなく、その遺骸は死の1週間後にルートヴィヒスブルクの旧霊廟（Alter Friedhof）の、夫の棺の隣に安置された。